# Leucanitis albimedia
Leucanitis albimedia är en fjärilsart som beskrevs av W. Warren 1913. Leucanitis albimedia ingår i släktet Leucanitis och familjen nattflyn. Inga underarter finns listade i Catalogue of Life.